# Léon Letsch
Léon Letsch (Mamer, 23 maggio 1927) è un ex calciatore lussemburghese, di ruolo attaccante.

## Biografia
Si sposò con Nicole Frantz, figlia del ciclista Nicolas Frantz, due volte vincitore del Tour de France.

## Carriera

### Club
Dal 1945 al 1950 giocò in patria con lo Spora Luxembourg. Vinse una Division Nationale e una Coupe de Luxembourg.
Nel 1950 si trasferì in Francia per giocare con il Club Olympique de Roubaix-Tourcoing. Qui fu allenato da Julien Darui, anche lui nato in Lussemburgo.
Giocò per tre stagioni nella massima serie francese, collezionando 50 presenze e 5 gol.
Nel 1953 tornò allo Spora. Nella seconda tappa con i lussemburghesi vinse due campionati e una Coppa del Lussemburgo.

### Nazionale
Collezionò 53 presenze con la nazionale del Lussemburgo.
Nel 1952 partecipò ai Giochi della XV Olimpiade in Finlandia. Durante la competizione il Lussemburgo eliminò il Regno Unito al primo turno (Letsch andò in gol in quell'incontro, che terminò 5-3) ma fu sconfitto dal Brasile al turno successivo, perdendo 2-1.

## Palmarès
- Campionato di calcio lussemburghese: 3

Spora Luxembourg: 1948-49, 1955-56, 1960-61
- Coppa del Lussemburgo: 3

Spora Luxembourg: 1949-50, 1956-57